# Oreophryne unicolor
Oreophryne unicolor é uma espécie de anfíbio da família Microhylidae.
É endémica da Nova Guiné Ocidental (Indonésia).
Os seus habitats naturais são: florestas subtropicais ou tropicais húmidas de baixa altitude.